# (1647) Menelao
(1647) Menelao es un asteroide perteneciente a los asteroides troyanos de Júpiter descubierto por Seth Barnes Nicholson el 23 de junio de 1957 desde el observatorio del Monte Palomar, Estados Unidos.

## Designación y nombre
Menelao se designó inicialmente como 1957 MK.
Más adelante fue nombrado por Menelao, un personaje de la mitología griega.

## Características orbitales
Menelao orbita a una distancia media del Sol de 5,218 ua, pudiendo acercarse hasta 5,097 ua y alejarse hasta 5,339 ua. Su excentricidad es 0,02316 y la inclinación orbital 5,647°. Emplea 4354 días en completar una órbita alrededor del Sol.